# Mary Brunner
Mary Theresa Brunner (Eau Claire, 17 de dezembro de 1943) foi uma integrante da Família Manson, comunidade de jovens formada por Charles Manson na Califórnia dos anos 1960, famosa pelos assassinatos do Caso Tate-LaBianca, em agosto de 1969, além de outros crimes. Foi a primeira de todos os seguidores de Manson, com quem teve um filho, a se juntar a ele.
Brunner nasceu e cresceu em Wisconsin e se mudou para a Califórnia em 1965 para trabalhar como bibliotecária assistente na Universidade de Berkeley. Lá, ela conheceu um ex-presidiário de 33 anos chamado Charles Manson, libertado em condicional algumas semanas antes por roubos e assaltos e começou um relacionamento amoroso com ele. Pouco tempo depois, Brunner deixou seu emprego e os dois começaram a viajar pelo estado, conhecendo outras pessoas.
Em Venice Beach, o casal conheceu uma jovem de 18 anos, Lynette Fromme, que se agregou a eles, e os três foram morar juntos em São Francisco. Nos dois anos seguintes, após passarem por Nevada, Oregon e Washington, outros jovens homens e mulheres aumentaram o grupo para vinte a trinta integrantes, entre 18 e 26 anos, constantes ou eventuais, vivendo em comunidade, que acabaram se estabelecendo no sul na Califórnia, num local chamado Spahn Ranch, um velho rancho usado ocasionalmente como cenário de filmes de faroeste. Desempregados, o grupo de hippies, auto denominado 'A Família', subsistia da venda de drogas e roubo de automóveis, gastando seu tempo se drogando, fazendo música e realizando orgias sexuais.
Em 15 de abril de 1968, Brunner deu à luz um filho de Manson, Valentine Michael, e foi assistida no parto por várias das jovens agora reunidas em uma ‘família’. Seus apelidos na comunidade, onde todos tinham um, era 'Mother Mary' e 'Mary Manson'.

## Os crimes
Em 25 de julho de 1969, Mary Brunner acompanhou dois membros da ‘família’, Bobby Beausoleil, 21 anos, músico e aspirante a ator e Susan Atkins, 21, à casa de um professor de música, Gary Hinman, em Topanga Canyon, ao norte de Malibu, um conhecido do grupo com quem Brunner tinha relações de amizade e Beausoleil já tinha morado junto. Lá, os três, enviados por Manson, forçaram Hinman a lhes dar o dinheiro que tinha em casa. Com a negativa do músico, Beausoleil o matou a facadas, assistido por Susan Atkins, sob os olhos de Brunner. Beausoleil viria a ser condenado à pena de morte pelo crime, Atkins à prisão perpétua – por este, e por um cometido dias depois que a tornaria tristemente famosa em todo o mundo – e Brunner, que apavorada se escondeu fora da casa enquanto o crime acontecia, depôs no julgamento dos dois como testemunha da acusação.
Alguns dias depois, 8 de agosto, Brunner e Sandra Good, outra seguidora de Manson, foram presas numa loja da Sears em São Fernando, fazendo compras com cartões de crédito roubados. Na mesma tarde, as duas foram fichadas e levadas à cadeia. Mais tarde naquela noite, no começo da madrugada do dia 9, outros quatro integrantes da 'família', Charles "Tex" Watson, Patricia Krenwinkel, Linda Kasabian e a mesma Susan Atkins do caso Hinman, invadiriam uma casa em  Cielo Drive 10050, na zona nobre de Bel Air, em Los Angeles, sob as ordens de Charles Manson, e cometeriam um dos mais notórios e bárbaros crimes da história criminal americana, matando a atriz Sharon Tate e mais quatro pessoas na residência, seus convidados Abigail Folger, Jay Sebring e Wojciech Frykowski, e o adolescente Steven Parent, amigo do caseiro da atriz.
Durante o julgamento dos assassinos, em 1970 e 1971, ela e outros integrantes remanescentes da ‘família’ acamparam na porta do fórum em apoio a Manson e demais acusados,  pregando as palavras do líder da seita aos passantes e dando entrevistas à imprensa de todo o mundo que cobria o caso.
Em 21 de agosto de 1971, junto com outros integrantes da seita em liberdade, entre eles Catherine 'Gipsy' Share, Dennis Rice e Kenneth Como, Mary invadiu uma loja de armas em Hawthorne (Califórnia), renderam os vendedores e tentaram roubar mais de 140 rifles e armas pesadas carregando-as numa van. O plano era usar parte do arsenal roubado para que o grupo seqüestrasse um avião cheio de passageiros e os mantivesse como reféns em troca da liberdade de Charles Manson e demais integrantes da ‘família’, então condenados à morte pelos assassinatos Tate-LaBianca, no julgamento recém terminado.
Cercados pela polícia dentro da loja, após um tiroteio em que foi ferida, Mary Brunner foi presa e condenada, sendo encarcerada junto com ‘Gipsy" Share no Califórnia Institutution for Women, uma prisão feminina onde já se encontravam à espera da execução, Atkins, Krenwinkel e Leslie Van Houten, as homicidas do Caso Tate-LaBianca. (execução depois transformada em prisão perpétua, pelas novas leis da Califórnia, que em 1972 aboliu a pena de morte no estado).
Depois de cumprir a pena de cinco anos de cadeia, Mary Brunner foi libertada em 1977. Em liberdade, se afastou completamente de qualquer ligação com a ‘família’ ou com o ex-amante e líder, mudando seu nome e desaparecendo no anonimato. Vive hoje em algum lugar do meio-oeste dos Estados Unidos.